# Fred Kraus
Fred Kraus (* 2. November 1912 in Salzburg als Siegfried Krausneker; † 14. Juni 1993 in München) war ein österreichischer Kabarettist, Schauspieler, Sänger, Fernsehregisseur und Fernsehproduzent. Er ist der Vater des Sängers und Schauspielers Peter Kraus.

## Leben und Wirken
Kraus trat bereits während der NS-Zeit als Stimmenimitator auf, so etwa 1941 bei Kraft durch Freude-Veranstaltungen in Hall und Innsbruck.
Bei Kriegsende gründete Kraus zusammen mit Gunther Philipp, Peter Wehle und Maria Holst das Ensemble „Die kleinen Vier“. Am 19. Januar 1946 eröffnete er das Kabarett „Bei Fred Kraus“ im ehemaligen Café Krimmel in Salzburg, Ecke Rainerstraße/Hubert-Sattler-Gasse. Laut Salzburger Tagblatt vom 29. Januar 1946 zeigte Kraus als erstes Programm eine Kabarett-Revue mit dem Titel „Das spricht Bände“, Text von Aldo von Pinelli, Musik von Peter Wehle, mit Inge List, Victor Eisenbach, Gerti Scholz, Wolfgang Müller, Trude Reiser, Walter König und Francisco Gerdini. Am 14. Juni 1947 übersiedelte er mit seiner Kleinkunstbühne in den Gasthof Mödlhammer in der Getreidegasse 26, wo 250 Besucher Platz fanden. Am 6. November 1948 hatte „Ein literarisches Ringelspiel“ von Erich Kästner bei ihm Premiere. Kästner war Gast bei einer der Aufführungen. Ebenfalls 1948 übernahm er neben Hans Moser eine Hauptrolle in dem Film Der Herr Kanzleirat.
1955 spielte Kraus am Deutschen Theater München in dem Stück Ein Münchner in Wien, einer Bearbeitung des Singspiels Gigerl aus Wien von Alexander Steinbrecher an der Seite des Hauptdarstellers Michl Lang. Der ebenfalls mitspielende Franz Marischka kommentierte, Kraus sei dabei „fast noch schlechter als ich“ gewesen.
In dem Musikfilm Melodie und Rhythmus von 1959 übernahm er die Rolle des Film-Vaters seines inzwischen bekannten Sohnes Peter Kraus. Von 1959 bis 1961 war er Star des von der ARD ausgestrahlten Fred-Kraus-Brettls. In der zweiten Hälfte der 1960er Jahre führte er für das Fernsehen Regie, unter anderem bei mehreren Übertragungen aus dem Millowitsch-Theater in Köln. Mit seiner Anfang der 1960er Jahre gegründete Fernsehproduktionsfirma Telecine Film übernahm er auch die Herstellung einiger Sendungen, beispielsweise 1964 Spaziergänge durch das Land der Operette mit Peter Alexander sowie Ingeborg Hallstein. Kraus war zu dieser Zeit mit der Sängerin Margit Schramm verheiratet.
Fred Kraus wirkte auch als Synchronsprecher bzw. -sänger, unter anderem in Franz Antels Das singende Haus, in dem er Curd Jürgens seine Gesangsstimme lieh. Ende 1946 konnte Kraus als Synchronsprecher bereits auf dreizehn Filme verweisen.
Fred Kraus wurde auf dem Gemeindefriedhof von Morcote, im Schweizer Kanton Tessin beigesetzt.

## Filmografie (als Schauspieler)
- 1948: Der Herr Kanzleirat
- 1951: Wildwest in Oberbayern
- 1955: Es geschah am 20. Juli
- 1959: Besuch aus heiterem Himmel
- 1959: Melodie und Rhythmus
- 1959: Die Fledermaus
- 1960: Kein Engel ist so rein